# Медаль за участие в Европейской войне (1915—1918)
Медаль за участие в Европейской войне (1915—1918) (болг. Медал за участие в Европейската война (1915-1918)) — специальная памятная медаль Болгарского царства, посвященная участию страны в Первой мировой войне. Медаль была учреждена указом № 9 царя Болгарии Бориса III от 9 декабря 1933 года. Вместе с медалью за участие в Европейской войне, была учреждена медаль за участие в Балканских войнах (1912—1913).

## Условия награждения
Медалью награждались все живущие военнослужащие болгарской армии, которые отличились во время Первой мировой войны, а также родственники погибших в войне. Также медалью награждались гражданские лица: добровольцы, санитары, хирурги и журналисты. Помимо этого медалью могли быть награждены и иностранные граждане (как правило это были военнослужащие армий стран-союзниц Болгарии в войне).

## Описание
На аверсе медали изображен герб Болгарского царства на фоне скрещенных мечей и в окружении лавровых и дубовых ветвей. На реверсе изображены годы участия Болгарии в мировой войне 1915—1918 и венок из пшеницы, лавровых и дубовых листьев, символизирующий Македонию, Фракию и Мёзию. Лента имеет треугольную форму и красную полосу посередине, по краям имеются зелёные и белые полосы. Медали для гражданских лиц имеют вместо красной полосы белую, а для родственников убитых — чёрную полосу.
Медаль носилась на левой стороне груди. Медали были изготовлены в Германии и Швейцарии и несколькими партиями отправлены в Болгарию. Медалью были награждены 50 000 человек в Болгарии и около 199 000 иностранцев (немцев, австрийцев и венгров) которые являлись союзниками Болгарии в Первой мировой войне.